# Rhinogobius maculafasciatus
Rhinogobius maculafasciatus és una espècie de peix de la família dels gòbids i de l'ordre dels perciformes.

## Morfologia
- Els mascles poden assolir 5 cm de longitud total.[4]

## Hàbitat
És un peix d'aigua dolça i de clima subtropical.

## Distribució geogràfica
Es troba a Àsia: la Xina i el sud de Taiwan.

## Observacions
És inofensiu per als humans.